# جوفان بوبوفيتش
جوفان بوبوفيتش هو مجدف صربي، ولد في 11 مايو 1987 في بلغراد في صربيا.

## وصلات خارجية
- جوفان بوبوفيتش على موقع الاتحاد الدولي للتجديف (الإنجليزية)